# Bazilika Navštívení Panny Marie (Vambeřice)
Bazilika Navštívení Panny Marie (polsky Bazylika Nawiedzenia Najświętszej Marii Panny, německy Basilika Mariä Heimsuchung), známá jako svatyně Vambeřické Matky Boží, patronky rodin a kladské země (polsky Sanktuarium Matki Bozej Wambierzyckiej Królowej Rodzin i Patronki Ziemi Kłodzkiej), je pozdně barokní bazilika, která se nachází ve Vambeřicích (pro svůj vzorný předobraz poutního komplexu tzv. Dolnoslezský Jeruzalém), poblíž Radkova v okrese Kladsko v polském Dolnoslezském vojvodství. Do současné podoby byla postavena v letech 1715–1723 a brzy sehrála významnou roli v rámci rekatolizace, mariánského kultu a poutní tradice zejména z východočeské oblasti. Do Vambeřic vedla z Policka/Broumovska tzv. Vambeřická poutní cesta, která byla ve své době (zejména v 18. a v 19. století) velice významná a bazilika doposud tvoří její cílovou destinaci od polického kostela Nanebevzetí Panny Marie. V roce 1936 získala od papeže Pia XI. titul menší baziliky. Objekt byl zapsaný do rejstříku polských památek 2. ledna 1950. Farnost při vambeřickém chrámu Navštívení Panny Marie náleží k Svídnické diecézi, jedné ze tří diecézí Vratislavské církevní provincie. Nicméně až do roku 1972 bylo území církevně pod správou pražské arcidiecéze (diecéze královéhradecké) a církevní správa byla následně předána vratislavské arcidiecézi.
Bazilika s přilehlým poutním areálem a velkolepou Kalvárií tvoří přirozené centrum obce. K bazilice vede mimo stejnojmennou cestu i etapa Sudetské Svatojakubské cesty (úsek Kladsko – Vambeřice a Vambeřice – Broumov).

## Historie
Dnešní bazilika je postavena pod návrším kopce Syjon, kde se původně (údajně už ve 12. století) nacházela soška Panny Marie z lipového dřeva. Podle pověstí nevidomý Jan z Ratna znovunabyl na tomto místě zraku. Poté se Vambeřice staly významným  poutním místem právě díky mariánské legendě. Pod stromem, kde se nacházela soška, byly postaveny kamenný oltář, svícen a křtitelnice již snad k roku 1218. V roce 1263 na kopci prý vznikl dřevěný kostel (jednalo se o tzv. Andělskou stavbu). První věrohodný písemný doklad o Vambeřicích pochází až roku 1330. Problematická je taktéž však existence fary v předhusitském období (zmiňován kostel Navštívení Zázračné Panny Marie k roku 1418). Není ale zcela prokazatelná a byla narušena husitským vpádem do Kladska, nicméně od 15. století se již jednalo o významné poutní místo. Původně se jednalo o zemědělskou ves, která byla osídlena vlnou německé kolonizace z Durynska.

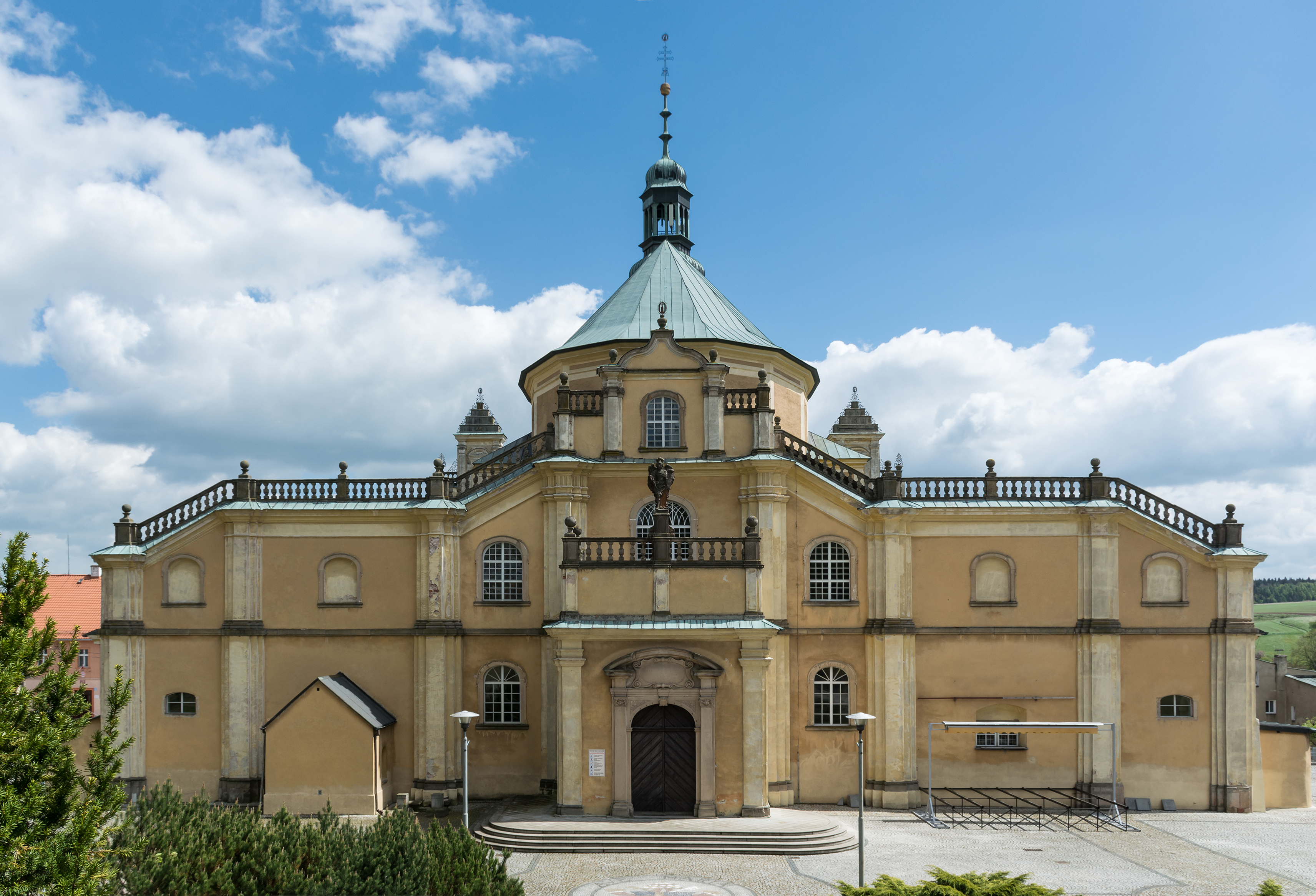
Pohled od západu

V roce 1512 Ludvik von Panwitz postavil větší chrám z cihel. Ten byl ale zničen během třicetileté války při plenění švédských vojsk roku 1645. V letech 1695–1711 byl postaven nový kostel na základě příkazu Daniela Paschasia von Osterberga (nejvýznamnější majitel a ochránce dolnoratského panství), ale ten se začal rychle hroutit, a byl v roce 1714 rozebnán. Velkolepým dílem však předurčil obraz Dolnoslezského Jeruzaléma a zasvětil prostor na základě symboliky, přilehlé zástavby kolem baziliky a Kalvárie vzniklé v letech 1683–1708.

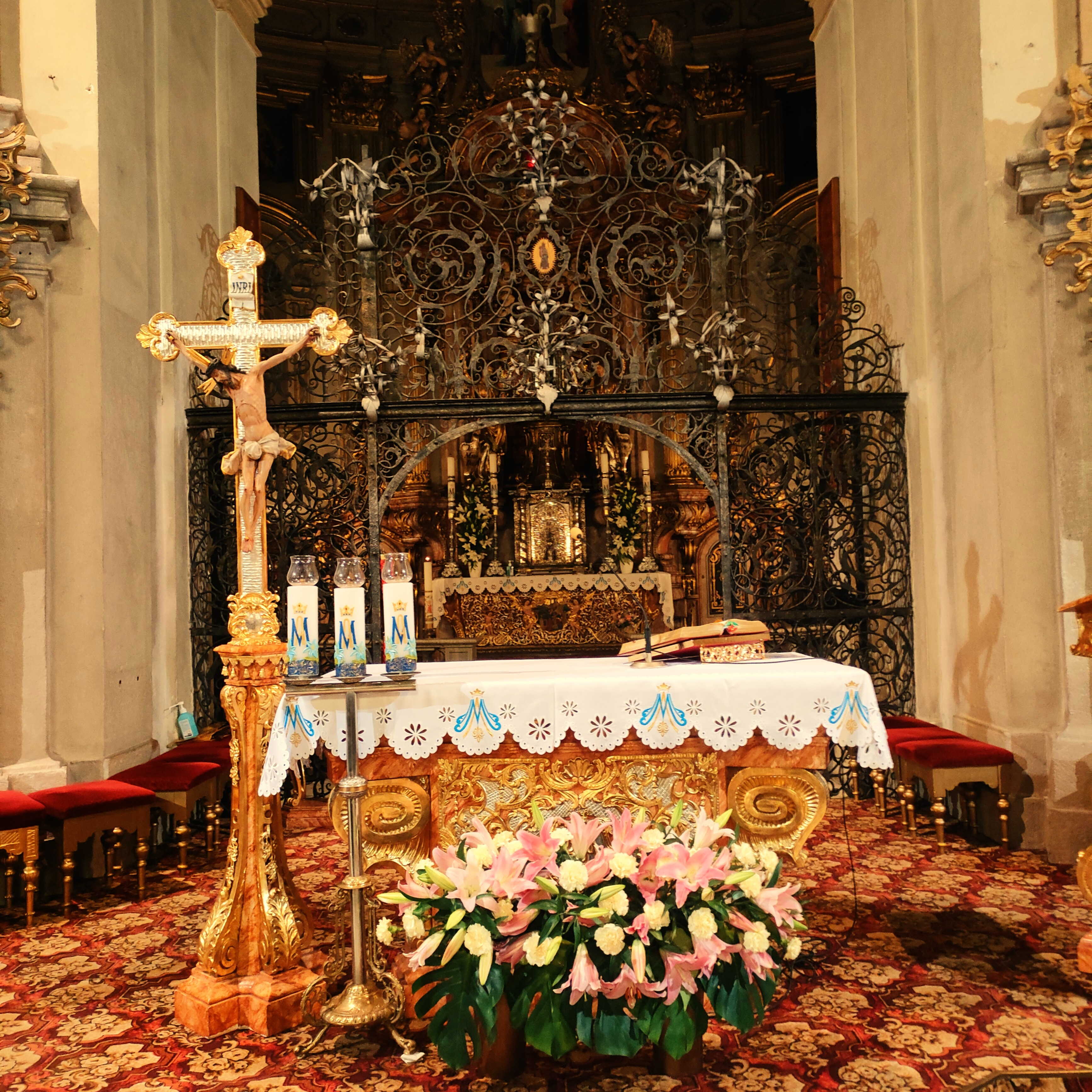
Pohled na oltář vambeřické baziliky Navštívení Panny Marie

V letech 1715–1723 vznikla již konečná podoba monumentální svatyně jako druhá fáze výstavby baziliky do dnešní podoby z podnětu hraběte Františka Antonína von Götzen. Bazilika vyrostla na osmiúhelníkovém půdorysu s 11 bohatě zdobenými bočními oltáři s výklenky. Slezský Jeruzalém (rozsáhlá koncepce poutního areálu) byl využitý jako honosný předobraz barokní lidové zbožnosti, přičemž posloužil taktéž jako nástroj lokálního šíření katolické víry a mariánské úcty v rámci komponované krajiny v přilehlém okolí.

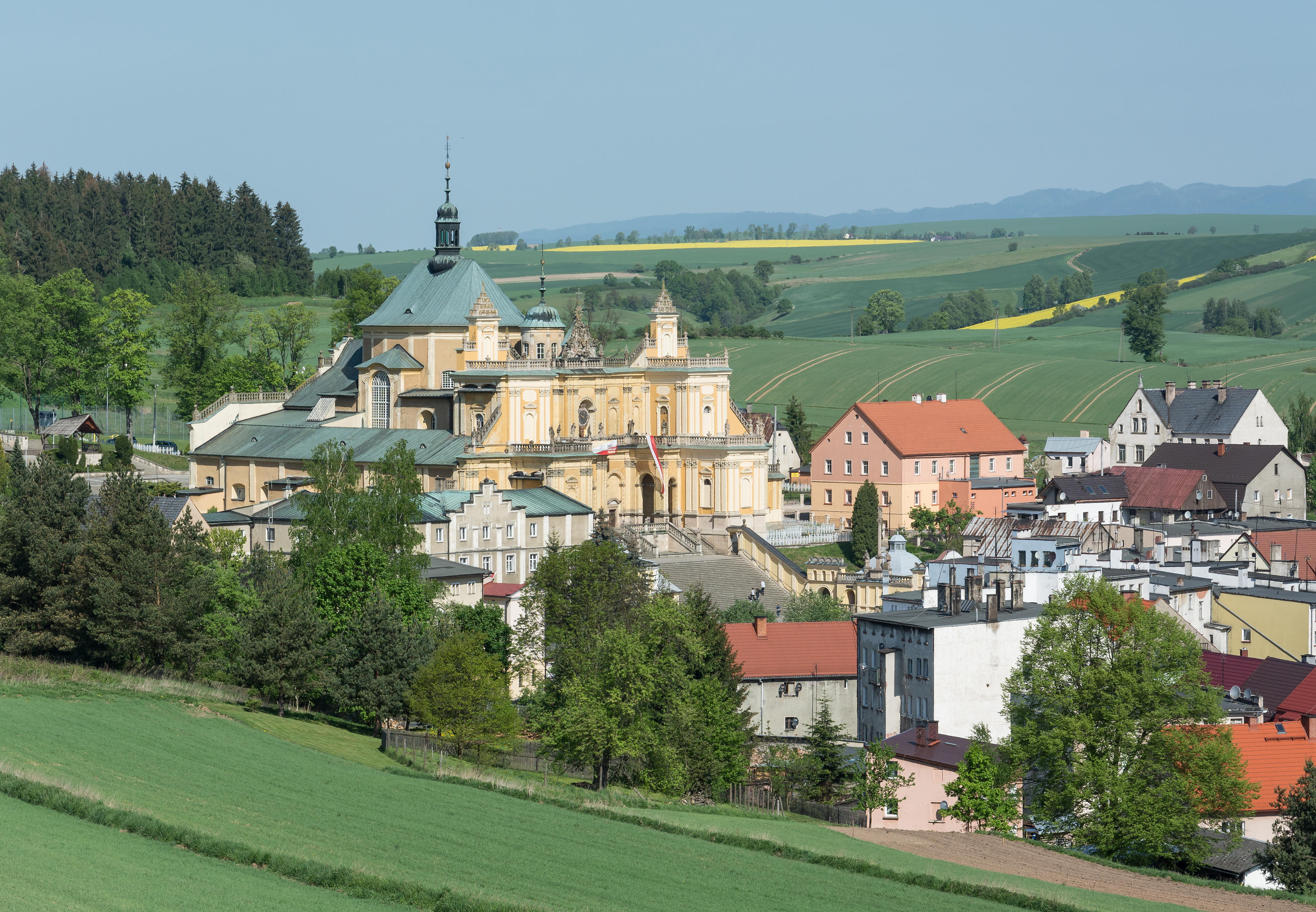
Vambeřice jako Slezský Jeruzalém s pohledem na pozdně barokní baziliku s poutním areálem

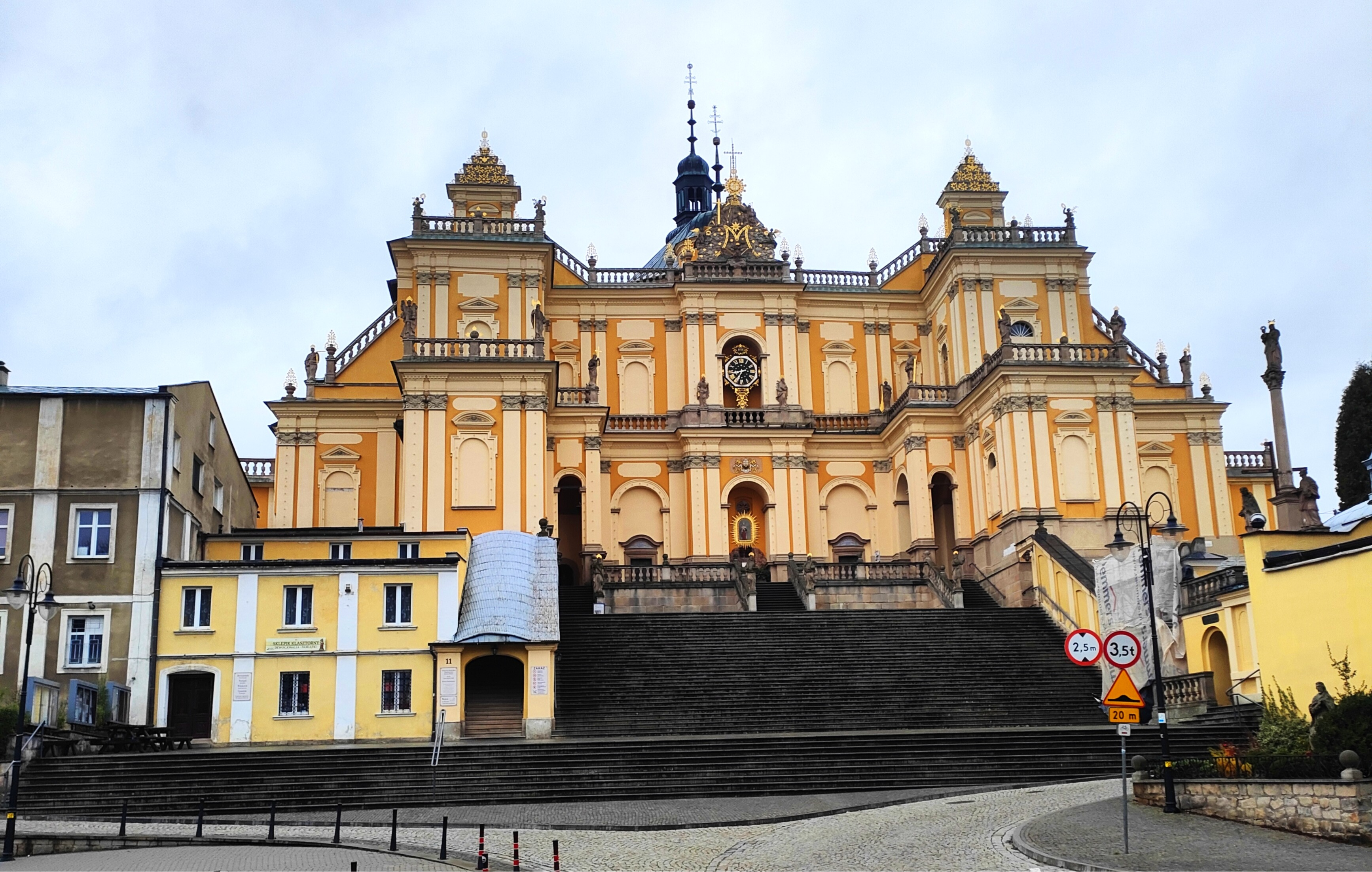
Bazilika Navštívení Panny Marie ve Vambeřicích (pohled na chrám s průčelím a stupňovitým terasovitým schodištěm)

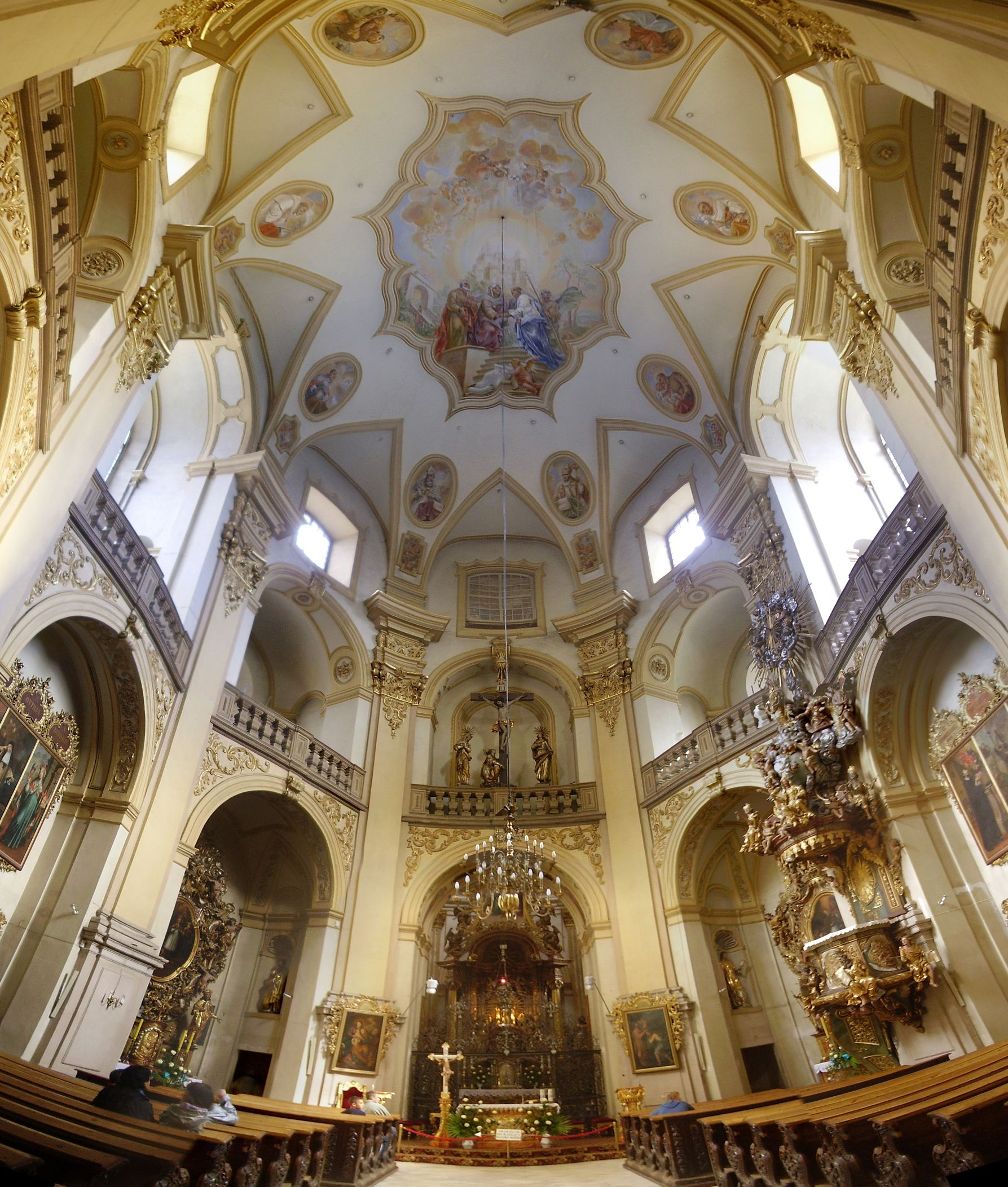
Interiér baziliky s bohatou výzdobou a freskami

Ročně do Vambeřic ke svatyni putovalo několik desítek tisíc poutníků, tradice byla zprvu vázaná na pompézní barokní procesí, poté jako oblíbené poutní místo v kontextu lokálního poutnictví. Na počátku 18. století se počet pohyboval kolem 80 tisíců, ke konci 19. století se dokonce počet odhaduje na 150 tisíc.
V roce 1936 kostel získal od papeže Pia XI. titul menší baziliky. Dne 17. srpna 1980 kardinál Stefan Wyszyński korunoval sošku Matky Boží (madony), která od této doby získala titul Vamběřické Královny rodin a patronky kladské země. Jednalo se o vůbec nejvýznamnější událost v kontextu osmi staletí zdejší duchovní krajiny. Od 25. června 2005 zde sídlí františkáni. Prvním zdejším františkánským farářem byl Damian Franciszek Stachowicz, a od 6. července 2009 tuto funkci vykonává Albert Ireneusz Krzywański.

## Interiér
Kněžiště je odděleno od lodi (jednolodní kostel) mříží a samotná dispozice je tvořena oválným a poměrně malým prostorem. Přitom však komplex vytváří složitý geometrický půdorys, který objímá centrální prostor. Hlavní oltář je dílem rakouského barokního sochaře Karla Sebastiana Flackera a pochází z roku 1720. Uprostřed se nachází soška Madony s dítětem (Vambeřická Královna Rodin) a jablkem. Jedná se o 28 cm vysokou polychromovanou gotickou milostnou sošku z lipového dřeva, která pochází pravděpodobně z konce 14. století. Roku 1724 taktéž vzniklo výjimečné stupňovité schodiště vedoucí od mohutného průčelí  baziliky od náměstí. Dodnes nese symbolický odkaz: 57 schodů rozdělené na tři stupně tvoří 9 schodů v počtu andělských chórů, 33 schodů jako Kristova léta a 15 stupínků jako věk početí Panny Marie. Bazilika byla vyzdobena dle trendu pronikajících slezsko-českých vlivů.
V lodi na jižní straně je barokní kazatelna, také Flackerovo dílo z roku 1723. Kazatelna zobrazuje novozákonní chvalozpěv Magnificat. Na vrcholu kazatelny je postava Ducha svatého, níže je Madona obklopená anděly. Na baldachýnu sedí postavy, které symbolizuji pět kontinentů: obě Ameriky, Evropu, Asii, Afriku. Vedle jsou postavy čtyř autorů evangelií. Ve výklencích kněžiště jsou oltáře z 19. století: svatého Jana Nepomuckého, svatého Valentýna, svaté Anny, svatého Josefa, svatého Antonína. Nad dveřmi na severní zdi visí obrazy svaté Hedviky Slezské, svaté Otýlie, svaté Apoleny, svatého Jana Sarkandera, svatého Františka Xaverského a svatého Karla Boromejského.